# Pragmatická sankce

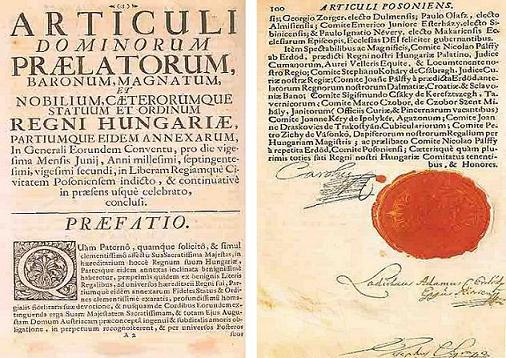
Pragmatická sankce podepsaná panovníkem Karlem VI. v roce 1713.

Pragmatická sankce byl dokument vydaný 19. dubna 1713 ve Vídni císařem Karlem VI., celým jménem Pragmatická sankce o posloupnosti nejjasnějšího arcidomu rakouského, v němž byla ustanovena nedělitelnost habsburských držav a v případě vymření mužské linie Habsburků nástupnictví linie ženské. Cílem pragmatické sankce bylo zajistit nástupnictví po Karlu VI. jeho vlastním dětem, tedy i jeho dcerám v případě, že by nezanechal mužského potomka. V takovém případě měly mít při nástupnictví přednost dcery Karla VI. před dcerami jeho předchůdců Josefa I. a Leopolda I.

## Přijetí sankce
Do roku 1723 uznaly pragmatickou sankci sněmy všech zemí habsburské monarchie (český sněm 12. října 1720, moravský sněm 17. října 1720, slezský sněm 25. října 1720; Chebsko přijalo pragmatickou sankci 21. října 1721).
- 1725 pragmatickou sankci uznal španělský král Filip V. poté, když se Karel VI. vzdal nároku na španělský trůn.
- 1726 v rámci společného obranného spolku proti Anglii a Francii sankci uznalo Rusko a Prusko.
- Mezi roky 1731 a 1732 sankci uznaly Anglie a Nizozemí (což vedlo ke zhroucení anglicko-francouzského spojenectví).
- 1733 saský kurfiřt August III. Polský potvrdil pragmatickou sankci, protože ho Rakousko podporovalo v jeho úsilí o polský trůn.
- 1733–1735 ve válce o polské nástupnictví zpochybňovaly Pragmatickou sankci Francie, Španělsko a Piemont, ovšem Francie ji v rámci vídeňského předjarního míru 1735 rovněž potvrdila.
- 1740 po nastoupení Marie Terezie na trůn začaly války o rakouské dědictví.
- S podporou Anglie uhájila Marie Terezie své dědictví s výjimkou Slezska, Parmy a Piacenzy.
- 1748 v cášském míru Pragmatickou sankci potvrdily všechny zúčastněné evropské mocnosti.

Pragmatická sankce zůstala základním zákonem až do konce monarchie. Datum jejího vyhlášení 19. dubna 1713 bývá někdy v historiografii pokládáno za symbolický počátek jednotného „rakouského“ státu.

## Charakteristika
V Pragmatické sankci z roku 1713 je nutné oddělit právní formu a obsah od věcného obsahu. Z hlediska práva je Pragmatická sankce novým prvkem zákonodárství v habsburské monarchii, ačkoli forma „sankce“ či „deklarace“ není optimální způsob podání v tak závažné problematice. (Zákon by patrně byl závažnější, ovšem vzhledem ke stále platným zemským zřízením zemí monarchie obtížněji prosaditelný.) Obsahem není příliš překvapivá až na krátkou zajímavou klauzuli, že nástupnictví bude postaveno nově (tak, jak se uvádí výše). Pragmatická sankce vyjmenovává starší právní zakotvení habsburské moci a rodu ve středoevropských stavovských zemích spojených personální unií panovníka a centralizovanou správou; mluví o jednotnosti a nedělitelnosti dědičných zemí habsburských. Jedná se zejména o volební revers Ferdinanda I. (1545), dva testamenty Ferdinanda II. (1621, 1635), který se v nich poprvé vyjádřil o nedělitelnosti dědičných zemí, tajnou dynastickou smlouvu Habsburků - Pactum mutuae successionis – o nástupnictví po smrti Karla II. Španělského (smlouva datována 1703), a konečně o první verzi zmíněné Pragmatické sankce, ovšem v době, kdy Karel VI. ještě neměl potomky a nepočítal s absencí mužského potomka. Dokument měl spíše zajistit přednost Karlovy větve při nástupnictví v ženské linii (oproti smlouvě z roku 1703, která upřednostňovala nástupnictví z větve jeho bratra císaře Josefa I. Habsburského, † 1711), a tím zabránit možnému nástupu cizích pretendentů prostřednictvím Josefových dcer a sester.